# Windsor Park
Windsor Park je multifunkční stadion ve severoirském městě Belfast. Využívá se především pro fotbalová utkání místního klubu Linfield FC a pro Severoirskou fotbalovou reprezentaci. Kapacita stadionu je 18 434 diváků.

## Historie
K otevření stadionu v jeho první podobě došlo 5. září 1905 při zápasu mezi Linfield FC a Glentoran FC. První významný vývoj stadionu se uskutečnil ve 30. letech 20. století podle návrhu skotského architekta Archibalda Leitche, který také navrhl Celtic Park, Ibrox Stadium a Hampden Park. Tribuna „South Stand“ byla postavena jako krytá, vybavená sedadly. Krytá byla také tribuna na opačné straně a východní tribuna, tzv. „Railway End“. Nekrytá západní tribuna se nazývala „Spion Kop“ nebo „Kop Stand“. V té době měl stadion kapacitu 60 000 diváků.
Na počátku 70. let přibyl společenský klub a výstavní síň. V 80. letech byla postavena dvoupodlažní severní tribuna se 7000 sedadly, protože stávající poškodil požár. Na konci 90. let byla tribuna s názvem Kop zbořena a nahrazena další tribunou s 5 000 sedadly a s názvem „Kop Stand“.
Kvůli špatnému stavu stadionu Windsor Park bylo projednáno několik návrhů na jeho přestavbu, včetně možnosti vybudovat víceúčelový stadion a přesunout ho jinam v rámci Belfastu. Přemístění se ale nelíbilo příznivcům zápasů v Severním Irsku, kteří kvůli tomu protestovali a psali petice. V září 2009 Irská fotbalová asociace (IFA) oznámila, že dává přednost variantě Windsor Park přestavět. V roce 2011 přidělil výkonný orgán Severního Irska 138 milionů GBP na hlavní program obnovy stadionů v celém Severním Irsku, přičemž 28 milionů GBP bylo přiděleno na přestavbu Windsor Parku na všestranný stadion o kapacitě 20 000 míst.
Od 6. května 2014 probíhala rozsáhlá rekonstrukce za 38 milionů GBP. Práce zahrnovaly výstavbu jižní, východní a západní tribuny. Severní tribuna byla opravena. Stožáry světlometů byly nahrazeny integrovaným systémem do střechy. Dne 8. října 2016 byl zrekonstruovaný stadion otevřen při kvalifikaci na Mistrovství světa ve fotbale 2018 při zápasu Severoirské fotbalové reprezentace proti Sanmarinské fotbalové reprezentaci. Celková kapacita po úpravách je 18 434 diváků.
Stadion bude pořádat Superpohár UEFA 2021.